# Suécia nos Jogos Olímpicos de Verão de 2012
A Suécia competiu nos Jogos Olímpicos de Verão de 2012, que aconteceram na cidade de Londres, no Reino Unido, de 27 de julho até 12 de agosto de 2012.

## Medalhas
| Atleta       | Esporte | Evento                         | Medalha |
| ------------ | ------- | ------------------------------ | ------- |
| Håkan Dahlby | Tiro    | Fossa olímpica dublê masculino | Prata   |
| Lisa Nordén  | Triatlo | Feminino                       | Prata   |

## Desempenho

### Badminton
Masculino
| Atleta           | Prova   | Ronda dos 64           | Ronda dos 32           | Ronda dos 16           | Quartos-finais         | Semifinais             | Final                  | Final |
| Atleta           | Prova   | Adversário e resultado | Adversário e resultado | Adversário e resultado | Adversário e resultado | Adversário e resultado | Adversário e resultado | Pos.  |
| ---------------- | ------- | ---------------------- | ---------------------- | ---------------------- | ---------------------- | ---------------------- | ---------------------- | ----- |
| Henri Hurskainen | Simples |                        |                        |                        |                        |                        |                        |       |

### Futebol
Feminino
| Equipe | Equipe | Fase de grupos                               | Fase de grupos | Quartas                | Semifinal              | Final                  | Pos. |
| Equipe | Equipe | Adversário e resultado                       | Pos.           | Adversário e resultado | Adversário e resultado | Adversário e resultado | Pos. |
| --- | --- | -------------------------------------------- | -------------- | ---------------------- | ---------------------- | ---------------------- | ---- |
| Hedvig Lindahl Linda Sembrant Emma Berglund Annica Svensson Nilla Fischer Sara Thunebro Lisa Dahlkvist Lotta Schelin Kosovare Asllani | Sofia Jakobsson Antonia Göransson Marie Hammarström Lina Nilson Johanna Almgren Caroline Seger Madelaine Edlund Malin Levenstad Sofia Lundgren | RSA África do Sul V 4-1 JPN Japão CAN Canadá |                |                        |                        |                        |      |

### Natação
Masculino
| Atletas         | Evento     | Eliminatórias | Eliminatórias | Semifinal   | Semifinal   | Final       | Final       |
| Atletas         | Evento     | Tempo         | Posição       | Tempo       | Posição     | Tempo       | Posição     |
| --------------- | ---------- | ------------- | ------------- | ----------- | ----------- | ----------- | ----------- |
| Stefan Nystrand | 50 m livre | 22s32         | 17º           | Não avançou | Não avançou | Não avançou | Não avançou |

Feminino
| Atletas           | Evento          | Eliminatórias | Eliminatórias | Semifinal   | Semifinal   | Final       | Final       |
| Atletas           | Evento          | Tempo         | Posição       | Tempo       | Posição     | Tempo       | Posição     |
| ----------------- | --------------- | ------------- | ------------- | ----------- | ----------- | ----------- | ----------- |
| Therese Alshammar | 50 m livre      | 24s77 Q       | 6º            | 24s71 Q     | 8º          | 24s61       | 6º          |
| Therese Alshammar | 100 m livre     | DNS           | DNS           | Não avançou | Não avançou | Não avançou | Não avançou |
| Sarah Sjöström    | 100 m livre     | 54s26 Q       | 10º           | 53s93       | 9º          | Não avançou | Não avançou |
| Sarah Sjöström    | 200 m livre     | 1min58s03 Q   | 7º            | 1min58s12   | 12º         | Não avançou | Não avançou |
| Therese Svendsen  | 100 m costas    | 1min03s11     | 35º           | Não avançou | Não avançou | Não avançou | Não avançou |
| Jennie Johansson  | 100 m peito     | 1min07s14 Q   | 8º            | 1min07s57   | 10º         | Não avançou | Não avançou |
| Joline Höstman    | 100 m peito     | 1min08s28     | 19º           | Não avançou | Não avançou | Não avançou | Não avançou |
| Joline Höstman    | 200 m peito     | 2min25s44 Q   | 6º            | 2min24s77   | 10º         | Não avançou | Não avançou |
| Sarah Sjöström    | 100 m borboleta | 57s45 Q       | 4º            | 57s27 Q     | 4º          | 57s17       | 4º          |
| Martina Granström | 100 m borboleta | 58s70 Q       | 14º           | 58s95       | 15º         | Não avançou | Não avançou |
| Martina Granström | 200 m borboleta | 2min08s94 Q   | 13º           | 2min07s83   | 10º         | Não avançou | Não avançou |
| Stina Gardell     | 200 m medley    | 2min14s70     | 20º           | Não avançou | Não avançou | Não avançou | Não avançou |
| Stina Gardell     | 400 m medley    | 4min41s33     | 14º           |             |             | Não avançou | Não avançou |

### Remo
Masculino
| Equipe        | Evento        | Eliminatórias | Eliminatórias | Repescagem | Repescagem | Quartas | Quartas  | Semifinal | Semifinal | Final   | Final                |
| Equipe        | Evento        | Tempo         | Posição       | Tempo      | Posição    | Tempo   | Posição  | Tempo     | Posição   | Tempo   | Posição (Pos. final) |
| ------------- | ------------- | ------------- | ------------- | ---------- | ---------- | ------- | -------- | --------- | --------- | ------- | -------------------- |
| Lassi Karonen | Skiff simples | 6m45s42       | 1º Q          | BYE        | BYE        | 6m57s06 | 1º S A/B | 7m19s77   | 2º FA     | 7m04s04 | 4º (4º)              |

### Tiro
Masculino
| Atleta          | Evento               | Qualificação | Qualificação | Final       | Final       | Posição          |
| Atleta          | Evento               | Placar       | Posição      | Placar      | Total       | Posição          |
| --------------- | -------------------- | ------------ | ------------ | ----------- | ----------- | ---------------- |
| Håkan Dahlby    | Fossa olímpica dublê | 137          | 5º           | 49          | 186         | Medalha de prata |
| Stefan Nilsson  | Skeet                | 118          | 15º          | Não avançou | Não avançou | 15º              |
| Marcus Svensson | Skeet                | 119          | 7º           | Não avançou | Não avançou | 7º               |

### Tiro com arco(1 atleta)
| Atleta              | Prova               | Rodada de classificação | Rodada de classificação | Ronda dos 64                              | Ronda dos 32           | Ronda dos 16           | Quartos-finais         | Semifinais             | Final                  | Final       |
| Atleta              | Prova               | Placar                  | Pos.                    | Adversário e resultado                    | Adversário e resultado | Adversário e resultado | Adversário e resultado | Adversário e resultado | Adversário e resultado | Pos.        |
| ------------------- | ------------------- | ----------------------- | ----------------------- | ----------------------------------------- | ---------------------- | ---------------------- | ---------------------- | ---------------------- | ---------------------- | ----------- |
| Christine Bjerendal | Individual feminino | 625                     | 49º                     | JPN R. Hayakawa D 0-2, 2-0, 2-0, 0-2, 0-2 | Não avançou            | Não avançou            | Não avançou            | Não avançou            | Não avançou            | Não avançou |

### Triatlo
| Atleta      | Evento   | Natação (1,5 km) | Ciclismo (40 km) | Corrida (10 km) | Tempo total | Posição          |
| ----------- | -------- | ---------------- | ---------------- | --------------- | ----------- | ---------------- |
| Lisa Nordén | Feminino | 20m04            | 1h06m02          | 33m42           | 1h59m48     | Medalha de prata |